# UTA阿拉德足球會
UTA阿拉德足球會（Asociația Fotbal Club UTA Arad，羅馬尼亞語發音：[ˈuta aˈrad]），簡稱為UTA阿拉德或UTA，是一家位於羅馬尼亞阿拉德縣首府阿拉德的職業足球會，現時參加羅馬尼亞足球甲級聯賽。UTA 的首字母縮略詞代表Uzina Textilă Arad（阿拉德紡織廠）。
UTA阿拉德前身為成立於1945年的IT阿拉德，阿拉德在歷年來贏得六個全國冠軍及兩個羅馬尼亞盃冠軍，是20世紀羅馬尼亞最成功的足球隊之一，曾經是首都布加勒斯特球隊以外奪冠次數最多的足球隊，直到2020–21年賽季被克盧日打破。UTA阿拉德於1979年降級乙級聯賽後開始衰落，聯賽成績一直每下愈況，2014年宣佈解散。同年經過重組，球隊由第四級聯賽重新出發，直到2021年重返頂級聯賽。

## 榮譽

### 本土
羅馬尼亞足球甲級聯賽:
- 冠軍 (6): 1946–47, 1947–48, 1950, 1954, 1968–69, 1969–70
- 亞軍 (1): 1971–72

罗马尼亚足球乙级联赛:
- 冠軍 (4): 1980–81, 1992–93, 2001–02, 2019–20
- 亞軍 (6):  1982–83, 1988–89, 1989–90, 1991–92, 1998–99, 2015–16

羅馬尼亞盃:
- 冠軍 (2): 1947–48, 1953
- 亞軍 (2): 1950, 1965–66

### 歐洲賽
- 歐洲冠軍球會盃 / 歐洲聯賽冠軍盃
  - 最佳成績: 1970–71第二圈
- 歐洲足協盃 / 歐霸盃
  - 最佳成績: 1971–72年歐洲足協盃半準決賽
- 巴爾幹盃
  - 最佳成績: 1966–67年小組賽

## 外部鏈接
- 官方网站
- 歐洲足協官方網站 （页面存档备份，存于）